# Neottiura margarita
Neottiura margarita là một loài nhện trong họ Theridiidae.
Loài này thuộc chi Neottiura. Neottiura margarita được Hajime Yoshida miêu tả năm 1985.